# Concile de Pise (1409)
Cet article concerne le concile de 1409. Pour celui de 1135, voir Concile de Pise (1135). Pour celui de 1511, voir Concile de Pise (1511).
 (juillet 2019).
Si vous disposez d'ouvrages ou d'articles de référence ou si vous connaissez des sites web de qualité traitant du thème abordé ici, merci de compléter l'article en donnant les références utiles à sa vérifiabilité et en les liant à la section « Notes et références ».

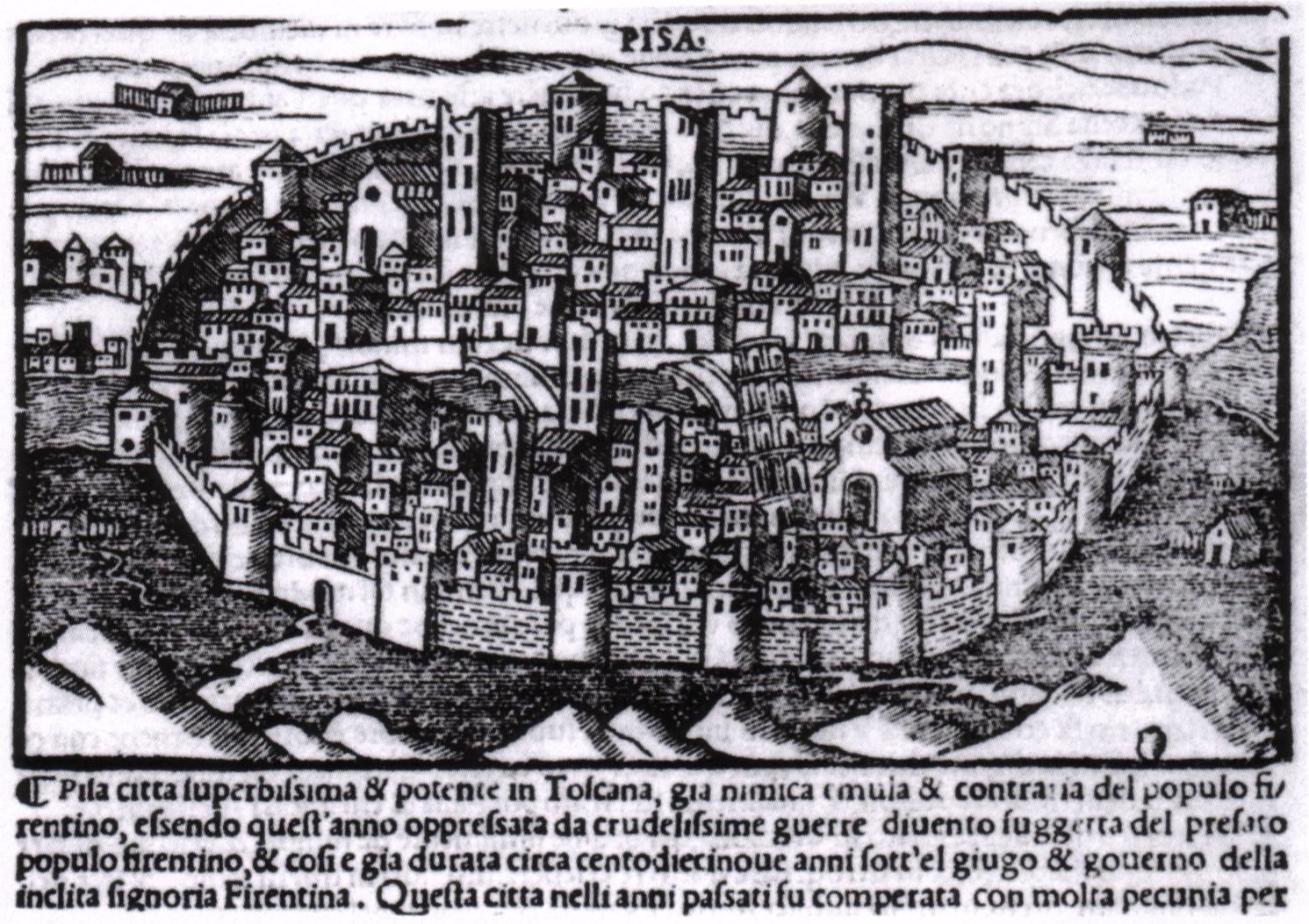
Pise, lieu de la première tentative de mettre un terme au Grand Schisme.

Le concile de Pise a été convoqué en 1409 pour tenter de régler le problème du grand schisme d'Occident.

## Le contexte
Depuis 1378, deux papes rivaux se trouvent à la tête de la chrétienté. Celui de Rome a l'appui de l'Italie du Nord, de l'Angleterre, de l'Allemagne, de la Pologne et de la Hongrie. Derrière son adversaire, installé en Avignon, se rangent la France, l'Écosse, la Castille, l'Aragon, le Portugal, le royaume de Sicile, la Savoie et le royaume de Chypre.
En 1394, Philippe le Hardi, duc de Bourgogne et véritable maître de la France (Charles VI est devenu fou), demande à l'université de Paris de le conseiller sur les moyens de mettre fin au schisme. Celle-ci présente trois solutions : la voie de compromis (laisser aux pontifes le soin de mettre fin eux-mêmes au schisme), la voie de cession (il faut les obliger à abdiquer simultanément puis en faire élire un autre), et la réunion d'un concile qui tenterait de régler lui-même le problème.
Philippe le Hardi a pris d'abord parti pour la voie de cession. En 1398, lors d'un concile tenu à Paris, les évêques français décident de retirer au pape d'Avignon les fonds venant des bénéfices et des revenus ecclésiastiques dans le but de l'obliger à se démettre. Seule l'autorité spirituelle lui est reconnue. C'est ce que l'on appela la soustraction d'obédience. Appauvri, assiégé dans sa ville d'Avignon, le pape Benoît XIII tient cependant bon. En 1403, il parvient à se réfugier en Provence où l'accueille Louis II d'Anjou, hostile à la soustraction d'obédience. Devant l'échec de cette politique, le Conseil du roi de France la lui restitue en 1403.

## Déroulement

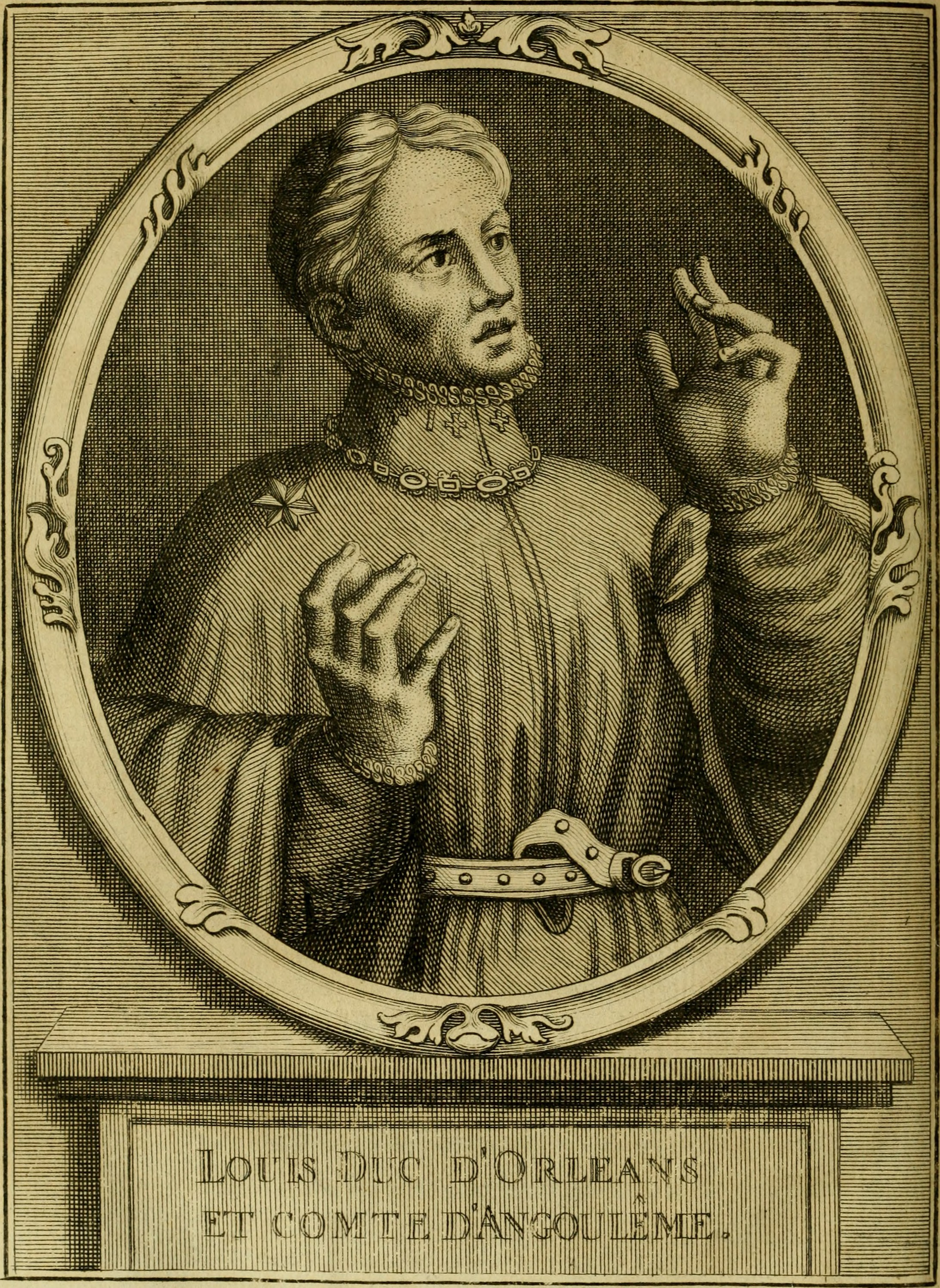
Histoire du Concile de Pise - et de ce qui s'est passé de plus mémorable depuis ce concile jusqu'au Concile de Constance, J. Lenfant, C. Mathey, P. Filloeul,1731.

À mesure que les années passent, on s'aperçoit que seule la tenue d'un concile, troisième solution envisagée par l'université de Paris, peut mettre fin au schisme. Réunis à Livourne en juin 1408, huit cardinaux romains et cinq Avignonnais décident d'en convoquer un à Pise pour mars 1409. Le concile de Pise réunit 24 cardinaux (quatorze romains et dix avignonnais), 300 hauts prélats et des ambassadeurs venus de toutes les parties de la chrétienté.
À cette époque, Benoît XIII est toujours pape d'Avignon ; Grégoire XII est pape de Rome depuis 1406. Les deux pontifes ne s'entendent que sur une seule chose : le concile de Pise est illégal.
Pour Rome, sont présents Enrico Minutoli, Antonio Caetani, Angelo d'Anna de Sommariva, Corrado Caraccioli, Francesco Uguccione, Giordano Orsini, Giovanni Migliorati, Pietro Filargo, Antonio Calvi, Landolfo Maramaldo, Rinaldo Brancaccio, Baldassare Cossa, Oddone Colonna et Pietro Stefaneschi.
L'obédience d'Avignon est représentée par Gui de Malsec, Niccolò Brancaccio, Jean Allarmet de Brogny, Pierre Girard, Pierre de Thury, Pedro Fernández de Frías, Amédée de Saluces, Pierre Blain, Louis de Bar et Antoine de Challant.
Les pères conciliaires se réunissent de mars à août. Ils décrètent des mesures radicales. Ils accusent les deux papes d'hérésie et de sorcellerie et les assignent à comparaître. Ceux-ci, abandonnés par la majorité de leurs cardinaux et réfugiés, l'un en Aragon et l'autre dans la région de Naples, refusent de se rendre à Pise sous la contrainte. Le concile décide donc de les déposer et, réuni en conclave, élit pape l'archevêque de Milan, le Grec Petros Filargis, qui prend le nom d'Alexandre V.

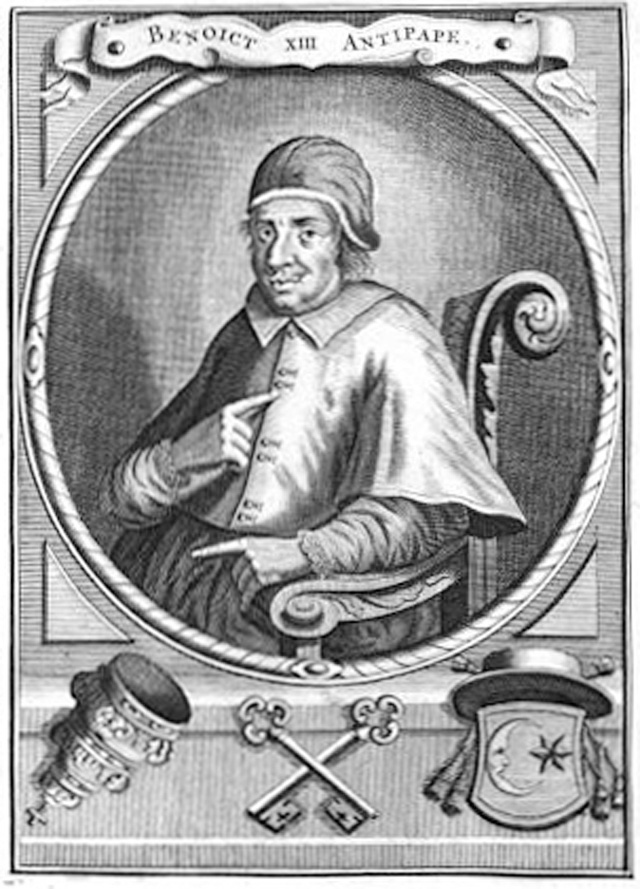
Benoît XIII, pape d'Avignon.
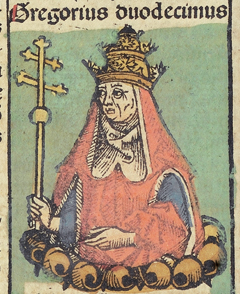
Grégoire XII, pape de Rome.
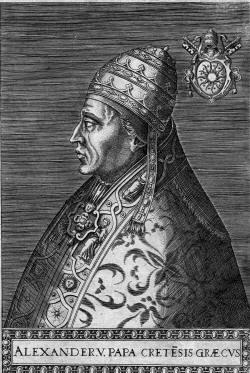
Alexandre V, premier pape de Pise.
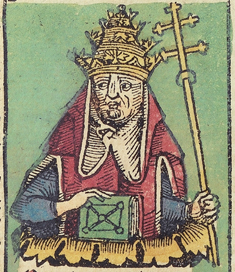
Jean XXIII, second pape de Pise.

## Suites
Le concile de Pise n'a réussi qu'à envenimer la situation puisqu'il y a maintenant trois papes au lieu de deux sur le trône de saint Pierre. Benoît XIII, pape d'Avignon, a derrière lui l'Espagne, le Portugal, la France et l'Écosse. Grégoire XII, pape de Rome, garde pour lui le Sud de l'Italie et une partie de l'Allemagne. Le reste de la chrétienté catholique, principalement constituée de la Pologne-Lituanie, l'Angleterre, la Hongrie, la Suède et du Danemark, se range derrière le pape de Pise, Alexandre V.
Le 3 mai 1410, Alexandre V mourut à Rome. Les cardinaux pisans décidèrent de poursuivre l’aventure, et le conclave présidé par le cardinal Jean Allarmet de Brogny élit Cossa le 17 mai. Il fut ordonné prêtre quelques jours plus tard et couronné le 25 sous le nom de Jean XXIII. Il prit parti en faveur de Sigismond de Hongrie lors de l’élection impériale qui eut lieu la même année.
Il fallut attendre le concile de Constance, réuni à partir de 1414 pour que se règle le problème du Grand Schisme.